# Casamento entre pessoas do mesmo sexo na Grécia
O casamento entre pessoas do mesmo sexo na Grécia foi autorizado em 16 de fevereiro de 2024. A Grécia tornou-se o 37.o país do mundo e o 16.o da União Europeia a autorizar o casamento homoafetivo. É também o primeiro país do sudeste europeu e o primeiro de religião majoritariamente ortodoxa a autorizar esse tipo de matrimônio. No mesmo contexto, foi autorizada a adoção de crianças por casais do mesmo gênero.
Em dezembro de 2015, o Parlamento grego aprovou um projeto de lei do governo Tsipras II (SYRIZA - ANEL) sancionando a coabitação de casais do mesmo gênero.
Em 19 de janeiro de 2024, o primeiro-ministro Kyriákos Mitsotákis anunciou a proposta de uma lei destinada a legalizar a adoção e o casamento para casais homoafetivos em fevereiro de 2024. O projeto de lei também pretendia regularizar as crianças nascidas por meio de barriga de aluguel no exterior, sem permitir o uso de reprodução assistida ou mães de aluguel na Grécia. A Igreja da Grécia manifestou-se em oposição à proposta do primeiro-ministro, em 23 de janeiro de 2024. Uma manifestação que reuniu 4 000 pessoas ocorreu em 11 de fevereiro em frente ao parlamento. Os parlamentares votaram a favor da legalização do casamento e da adoção por casais do mesmo sexo em 15 de fevereiro de 2024. Após receber a assinatura da Presidente Katerina Sakellaropoulou, a lei entrou em vigor no dia seguinte à sua publicação no diário oficial.